# Axel Voss
Pour les articles homonymes, voir Voss (homonymie).
Axel Voss, né le 7 avril 1963 à Hamelin, est un avocat et un homme politique allemand, membre de l'Union chrétienne-démocrate d'Allemagne (CDU). Il est député européen depuis 2009 et est devenu coordinateur du groupe du Parti populaire européen au sein de la commission des affaires juridiques en 2017. Son travail parlementaire se concentre sur les questions numériques et juridiques.

## Formation et début de carrière
Voss est de confession luthérienne, marié et père de deux filles. De 1983 à 1990, il étudie le droit aux universités de Trèves, Munich et Fribourg pour se spécialiser dans le droit européen et international. Il étudie également à l'école des langues à Paris. Il obtient ensuite le premier examen d'État en droit (Staatsexam) en 1990. Après avoir fait deux stages, l’un au département de la coopération technique pour le développement des Nations unies à New York, l'autre à la Cour de cassation de Coblence, il obtient son deuxième Staatsexam. En 1994, il commence à travailler comme avocat. La même année, Voss devient le conseiller des citoyens à la représentation régionale de la Commission européenne à Bonn. De 2000 à 2008, il enseigne les affaires européennes à l’université RheinAhr de Remagen.

## Carrière politique
Voss rejoint la CDU en 1996 et préside la section de Bonn de 2004 à 2009. Depuis 2011, il est le président de la CDU dans la région Mittelrhein. Depuis les élections européennes de 2009, Voss est également député européen pour cette circonscription (qui comprend Bonn, Cologne, Leverkusen et les arrondissements de Rhin-Sieg et Rhin-Erft),. Au cours de sa troisième législature, de 2019 à 2024, il est membre de la commission des affaires juridiques (JURI), membre adjoint de la commission des libertés civiles, de la justice et des affaires intérieures (LIBE), membre de la commission spéciale sur l'intelligence artificielle à l'ère numérique (AIDA), vice-président de la délégation pour l'Australie et la Nouvelle-Zélande (DANZ) et membre suppléant de la délégation pour l'Asie du Sud (DSAS).
Axel Voss a été rapporteur / shadow rapporteur pour le groupe de centre-droit du Parti populaire européen (PPE) sur le règlement général sur la protection des données (RGPD), le dossier passager (PNR), le règlement Eurojust, le bouclier de protection de la vie privée UE-USA, la directive sur le contenu numérique, la réforme de la législation européenne sur le droit d'auteur, le règlement « Vie privée et communications électroniques », le rapport d'initiative législative du Parlement européen sur un régime de responsabilité civile pour l'intelligence artificielle et le rapport spécial de la commission AIDA,,,.
En 2014, lorsque Edward Snowden témoigne devant le Parlement européen, Voss confronte Snowden avec le fait qu'il a mis en danger la vie d'innocents et collaboré potentiellement avec des terroristes ainsi qu'avec les services de renseignement russes et chinois. Cependant, Voss a également déclaré que l'accès clandestin de pays tiers aux données européennes est illégal. En tant que rapporteur, Voss était un fervent défenseur de l'article 13 de la directive européenne sur le droit d'auteur, déclarant que « cette directive est une étape importante pour corriger une situation qui a permis à quelques entreprises de gagner d'énormes sommes d'argent sans rémunérer correctement les milliers de créatifs et de journalistes dont ils dépendent »,.
Depuis l'adoption du RGPD en 2016, Voss a critiqué à plusieurs reprises le grand nombre de dérogations, l'interprétation incohérente de la loi entre les États membres et les exemptions manquantes pour les petites et moyennes entreprises, les organisations, les clubs et les sociétés ainsi que les utilisateurs privés,. Considérant le « consentement » comme la « mort de la vie privée », Voss plaide fortement en faveur de nouvelles approches techniques pour simplifier le traitement des données (personnelles), accélérer le partage des données à travers l'Europe et permettre l'utilisation complète des technologies émergentes telles que l'IA tout en protégeant plus efficacement les données personnelles des citoyens. Utilisant des arguments similaires, il rejette également la proposition de nouveau règlement sur la vie privée et les communications électroniques, d'autant plus qu'elle remplacerait partiellement les dispositions de la GDPR en tant que lex specialis. D'autres, tels que les droits numériques européens, contredisent son point de vue et mettent l'accent sur les améliorations massives pour la vie privée des citoyens européens.
Début 2020, les médias ont rapporté l'avertissement de Voss selon lequel l'Europe deviendrait une « colonie numérique des États-Unis ou de la Chine » si les États membres ne parvenaient pas à s'entendre sur des contre-mesures radicales et n'étaient pas disposés à étendre massivement le marché unique numérique. « L'Europe doit suivre une troisième voie de numérisation - une voie européenne - qui repose sur nos valeurs en matière de protection et de souveraineté des données », a déclaré M. Voss lors de la conférence DLD à Munich,. Il a ensuite publié un manifeste numérique de 19 pages contenant une série de propositions concrètes à l'intention des institutions européennes afin de renforcer la souveraineté numérique et la compétitivité géopolitique de l'Europe.

## Autres activités
- Président de l'Europa-Union Deutschland de Bonn/Rhein-Sieg e.V.
- Vice-président du groupe d'amitié Mérite Européen Allemagne e.V.
- Sénateur de SME Europe, l'association professionnelle officielle du Parti populaire européen
- Rotary International, membre
- Plate-forme logistique européenne, membre du conseil consultatif[22]

## Reconnaissance
En 2019, M. Voss a reçu le prix du marché unique numérique lors de la remise annuelle des prix du Parlement européen par le magazine The Parliament.